# Марія Рестітута Кафка
Марія Рестітута Кафка (світське ім'я — Хелена Кафкова; 1 травня 1894, Гусовіце (нині частина Брно, сучасна Чехія), Австро-Угорщина — 30 березня 1943, Відень, Третій рейх) — блаженна Римо-католицької церкви, медсестра, черниця, мучениця.

## Біографія
Народилась 1 травня 1894 року в Гусовіце (нім. Hussowitz) в сім'ї шевця Антона Кафки і його дружини Марії Стеглік, була шостою з семи дітей.
У 1896 році родина переїхала до Відня, де оселилась в районі Бріґіттенау серед бідних чеських іммігрантів. Після закінчення початкової школи Хелена працювала покоївкою, згодом продавцем в магазині тютюну. З 1913 року почала працювати помічницею медсестри в міській лікарні в районі Лайнц (нім. Lainz), де зустріла францисканських сестер християнської благодійності (відомих як сестри Гартмана) .
В 1914 році вступила до їхньої Конгрегації, прийнявши чернече ім'я Марія (на честь однієї з сестер) Рестітута (на честь мучениці ранньої церкви). Після Першої світової війни у 1919 році була переведена до лікарні в приміському містечку Мєдлінг, де згодом стала хірургічною медсестрою. Після аншлюсу Австрії в 1938 році відкрито протистояла нацистському режиму, який було встановлено в країні, та втіленню Нюрнберзьких расових законів. Маючи репутацію кваліфікованої медсестри, відмовлялась надавати перевагу «арійським» пацієнтам над «чужими» пацієнтами, була особливо милосердною до бідних, переслідуваних та пригноблених, визнаючи їх право на лікарську допомогу. Дотримуючись традиційної католицької практики розміщувати в кожній палаті розп'яття, відмовилась в новому відбудованому лікарняному крилі замінити їх на свастику. Ці обставини та два тексти критики нацистського режиму, які вона написала, а також конфлікт з хірургом Ламберта Стумфохл, членом СС, дали підстави для арешту і ув'язнення.
18 лютого 1942 року вона була заарештована гестапо на робочому місці в хірургічній палаті. 29 жовтня 1942 року Марія Рестітута за звинуваченням у пособництві ворогу і змові з метою державної зради була засуджена до смерті через обезголовлювання гільйотиною. Прохання про помилування, надіслане віденським кардиналом Теодором Інітцером від 25 листопада 1942 року, було відхилене особисто керівником партійної канцелярії Мартіном Борманом із заявою, що виконання вироку буде «ефективним залякуванням» для інших. Загалом, Марія Рестітута провела у в'язниці 13 місяців, вісь цей час піклуючись про інших ув'язнених. Вирок було виконано 30 березня 1943 року. Це — єдиний відомий випадок у Третьому рейху, коли у «звичайному» судовому процесі була засуджена до смерті і страчена черниця. Незважаючи на прохання церкви, її тіло не було передано для поховання ордену, до якого вона належала. Похована у, так званій, 40-й групі на Центральному кладовищі Відня разом з іншими 2700 бійцями опору.

## Беатифікация
Обряд беатифікації був проведений 21 червня 1998 року римським папою Іоанном Павлом II під час відвідин Відня.
День пам'яті — 30 березня. Літургійна пам'ять в Австрії відзначається 29 жовтня (день смертного вироку).